# Синянский, Олег Григорьевич
Олег Григорьевич Синянский (укр. Олег Григорович Синянський; род. 11 июля 1970 года) — украинский государственный деятель, Председатель Службы внешней разведки Украины, генерал-майор.
- ноябрь 2003 года — март 2004 года — начальник Главного управления разведки СБУ.
- март 2004 года — октябрь 2004 года — начальник Департамента разведки СБУ.
- октябрь 2004 года — март 2005 года — председатель Службы внешней разведки Украины[1][2].